# Olympische Sommerspiele 1956/Schwimmen – 100 m Freistil (Frauen)
Der Wettbewerb über 100 Meter Freistil der Frauen bei den Olympischen Sommerspielen 1956 in der australischen Metropole Melbourne wurde vom 30. November bis zum 1. Dezember im Olympic Swimming Stadium ausgetragen.

## Teilnehmende Nationen
Insgesamt nahmen 35 Schwimmerinnen aus 16 Nationen an dem Wettbewerb teil.
| - Australien (3) - Belgien (1) - Deutschland (3) - Frankreich (3) | - Israel (1) - Japan (3) - Kanada (3) - Kenia (1) | - Mexiko (1) - Neuseeland (2) - Philippinen (1) - Südafrikanische Union (3) | - Schweden (2) - Ungarn (3) - Vereinigte Staaten (3) - Vereinigtes Königreich (2) |

## Rekorde

### Bisherige Rekorde
| Weltrekord         | Lorraine Crapp ( Australien) | 1:02,4 min | Melbourne, Australien | 25. Oktober 1956 |
| Olympischer Rekord | Judit Temes ( Ungarn)        | 1:05,5 min | Helsinki, Finnland    | 26. Juli 1952    |

### Neue Rekorde
Während des Wettkampfs wurden folgende Rekorde aufgestellt:
| Datum    | Rennen    | Name           | Nation     | Zeit       | OR | WR |
| -------- | --------- | -------------- | ---------- | ---------- | -- | -- |
| 29. Nov. | Vorlauf 1 | Lorraine Crapp | Australien | 1:03,4 min | OR |    |
| 29. Nov. | Vorlauf 5 | Dawn Fraser    | Australien | 1:02,4 min | OR |    |
| 1. Dez.  | Finale    | Dawn Fraser    | Australien | 1:02,0 min | OR | WR |

## Vorläufe
Am 29. November fanden fünf Vorläufe statt. Die 16 schnellsten Schwimmerinnen aller Vorläufe qualifizierten sich für die zwei Halbfinalläufe.

### Vorlauf 1
Die Australierin Lorraine Crapp stellte einen neuen olympischen Rekord auf: Sie verbesserte die bisherige Bestzeit (1:05,5 min) der Ungarin Judit Temes um 2,1 s auf 1:03,4 min.
| Rang | Name              | Nation                | Zeit       |
| ---- | ----------------- | --------------------- | ---------- |
| 1    | Lorraine Crapp    | Australien            | 1:03,4 min |
| 2    | Joan Rosazza      | Vereinigte Staaten    | 1:05,5 min |
| 3    | Helen Stewart     | Kanada                | 1:07,1 min |
| 4    | Jeanette Myburgh  | Südafrikanische Union | 1:07,1 min |
| 5    | Anita Hellström   | Schweden              | 1:08,5 min |
| 6    | Irène Sweyd       | Belgien               | 1:08,9 min |
| 7    | Winifred Griffin  | Neuseeland            | 1:10,4 min |
| 8    | Margaret Northrop | Kenia                 | 1:12,8 min |

### Vorlauf 2
| Rang | Name             | Nation             | Zeit       |
| ---- | ---------------- | ------------------ | ---------- |
| 1    | Nancy Simons     | Vereinigte Staaten | 1:06,5 min |
| 2    | Katalin Szőke    | Ungarn             | 1:08,0 min |
| 3    | Katharine Jansen | Deutschland        | 1:08,3 min |
| 4    | Odile Vouaux     | Frankreich         | 1:08,6 min |
| 5    | Fearne Ewart     | Großbritannien     | 1:08,8 min |
| 6    | Setsuko Shimada  | Japan              | 1:11,8 min |

### Vorlauf 3

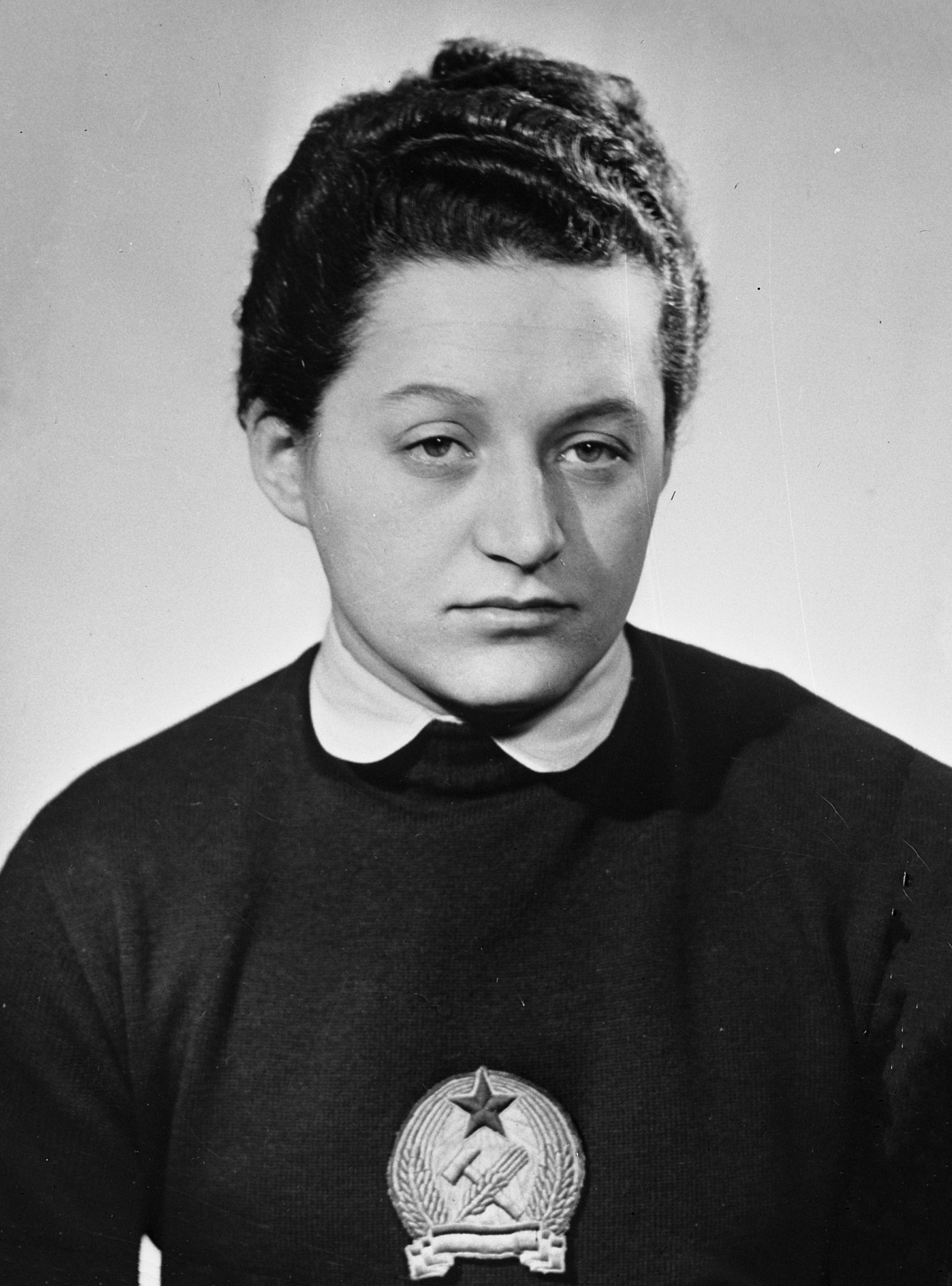
Valéria Gyenge (2)

| Rang | Name             | Nation      | Zeit       |
| ---- | ---------------- | ----------- | ---------- |
| 1    | Marrion Roe      | Neuseeland  | 1:05,9 min |
| 2    | Valéria Gyenge   | Ungarn      | 1:06,6 min |
| 3    | Birgit Klomp     | Deutschland | 1:07,7 min |
| 4    | Héda Frost       | Frankreich  | 1:08,8 min |
| 5    | Blanca Barrón    | Mexiko      | 1:09,5 min |
| 6    | Yoshiko Sato     | Japan       | 1:10,3 min |
| 7    | Gertrudes Lozada | Philippinen | 1:13,7 min |

### Vorlauf 4

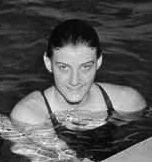
Faith Leech (1)

| Rang | Name             | Nation                | Zeit       |
| ---- | ---------------- | --------------------- | ---------- |
| 1    | Faith Leech      | Australien            | 1:04,9 min |
| 2    | Zsuzsa Ördög     | Ungarn                | 1:06,5 min |
| 3    | Kate Jobson      | Schweden              | 1:07,3 min |
| 4    | Susan Roberts    | Südafrikanische Union | 1:07,9 min |
| 5    | Christel Steffin | Deutschland           | 1:08,1 min |
| 6    | Hitomi Jinno     | Japan                 | 1:08,8 min |
| 7    | Gladys Priestley | Kanada                | 1:09,2 min |

### Vorlauf 5
Die Australierin Dawn Fraser verbesserte den von ihrer Teamkameradin Lorraine Crapp im ersten Vorlauf aufgestellten olympischen Rekord um eine Sekunde auf 1:02,4 min.
| Rang | Name                 | Nation                | Zeit       |
| ---- | -------------------- | --------------------- | ---------- |
| 1    | Dawn Fraser          | Australien            | 1:02,4 min |
| 2    | Natalie Myburgh      | Südafrikanische Union | 1:05,1 min |
| 3    | Virginia Grant       | Kanada                | 1:05,1 min |
| 4    | Shelley Mann         | Vereinigte Staaten    | 1:05,4 min |
| 5    | Frances Hogben       | Großbritannien        | 1:08,5 min |
| 6    | Ginette Jany-Sendral | Frankreich            | 1:09,9 min |
| 7    | Shoshana Rivner      | Israel                | 1:10,3 min |

## Halbfinale
Am 30. November fanden zwei Halbfinalläufe statt. Die acht schnellsten Schwimmerinnen qualifizierten sich für das Finale.

### Halbfinale 1
| Rang | Name            | Nation                | Zeit       |
| ---- | --------------- | --------------------- | ---------- |
| 1    | Dawn Fraser     | Australien            | 1:03,0 min |
| 2    | Faith Leech     | Australien            | 1:05,2 min |
| 3    | Joan Rosazza    | Vereinigte Staaten    | 1:05,9 min |
| 4    | Natalie Myburgh | Südafrikanische Union | 1:06,0 min |
| 5    | Valéria Gyenge  | Ungarn                | 1:06,4 min |
| 6    | Zsuzsa Ördögh   | Ungarn                | 1:06,9 min |
| 7    | Helen Stewart   | Kanada                | 1:06,9 min |
| 8    | Birgit Klomp    | Deutschland           | 1:07,9 min |

### Halbfinale 2
| Rang | Name             | Nation                | Zeit       |
| ---- | ---------------- | --------------------- | ---------- |
| 1    | Lorraine Crapp   | Australien            | 1:03,1 min |
| 2    | Marrion Roe      | Neuseeland            | 1:05,3 min |
| 3    | Virginia Grant   | Kanada                | 1:05,5 min |
| 4    | Shelley Mann     | Vereinigte Staaten    | 1:05,5 min |
| 5    | Nancy Simons     | Vereinigte Staaten    | 1:06,1 min |
| 6    | Kate Jobson      | Schweden              | 1:06,1 min |
| 7    | Susan Roberts    | Südafrikanische Union | 1:06,6 min |
| 8    | Jeanette Myburgh | Südafrikanische Union | 1:06,7 min |

## Finale
Das Finale fand am 1. Dezember statt. Mit einer Siegerzeit von 1:02,0 min stellte die Australierin Dawn Fraser einen neuen Weltrekord und olympischen Rekord auf.
| Rang | Name            | Nation                | Zeit       |
| ---- | --------------- | --------------------- | ---------- |
| 1    | Dawn Fraser     | Australien            | 1:02,0 min |
| 2    | Lorraine Crapp  | Australien            | 1:02,4 min |
| 3    | Faith Leech     | Australien            | 1:05,1 min |
| 4    | Joan Rosazza    | Vereinigte Staaten    | 1:05,2 min |
| 5    | Virginia Grant  | Kanada                | 1:05,4 min |
| 6    | Shelley Mann    | Vereinigte Staaten    | 1:05,6 min |
| 7    | Marrion Roe     | Neuseeland            | 1:05,6 min |
| 8    | Natalie Myburgh | Südafrikanische Union | 1:05,8 min |